# 戴维·鲍德温
戴维·鲍德温（英語：David Baldwin，1921年12月11日—2012年7月7日），新西兰男子草地滚球运动员。他曾代表新西兰参加1974年和1978年英联邦运动会草地滚球比赛，获得一枚金牌和一枚银牌。